# Kaikki nämä sanat (singolo)
Kaikki nämä sanat è il quarto singolo della cantante finlandese Katri Ylander estratto dal suo secondo album omonimo.